# Казахське
Каза́хське (каз. Қазақ) — село у складі Жаксинського району Акмолинської області Казахстану. Входить до складу Тарасовського сільського округу.
Населення — 91 особа (2021; 126 у 2009, 143 у 1999, 158 у 1989).
Національний склад станом на 1989 рік:
- росіяни — 36 %.

Станом на 1989 рік село називалось селище Казахська.